# Contea di Rudong
La contea di Rudong (如东县S, Rúdōng XiànP) è una contea della Cina, situata nella provincia di Jiangsu e amministrata dalla prefettura di Nantong.